# Roseden
Roseden är en ort i civil parish Roddam, i grevskapet Northumberland i England. Orten är belägen 8 km från Wooler. Roseden var en civil parish 1866–1955 när det uppgick i Roddam. Civil parish hade 27 invånare år 1951.